# 바이러스 배출
바이러스 배출(영어: viral shedding)은 증식된 바이러스가 숙주세포에로부터 외부로 퍼져나오는 현상을 의미한다. 충분히 증식되어 숙주세포가 숙주로서의 기능을 상실함에 따라 바이러스는 여러 가지 방식으로 배출된다.
바이러스 배출은 세포 하나에서의 배출, 신체 한 부위에서 다른 부위로의 배출, 신체에서 외부 환경으로의 배출 등을 의미한다.

## 방식

### 출아

바이러스 출아

외피바이러스는 출아를 통해 세포막에서 기원한 외피를 보유할 수 있다. 이러한 바이러스로는 인간면역결핍 바이러스, 단순포진바이러스, 중동호흡기증후군 코로나바이러스, 수두대상포진바이러스가 있다. 바이러스의 글루코실화된 뉴클레오캡시드가 숙주세포막과 상호작용하여 세포막에 붙은 후 세포막에 삽입된다. 바이러스가 성공적으로 출아를 마치기 위해서는 바이러스가 막단백질의 세포질로 돌출된 부위와 연결되어야한다. 출아를 통해 세포막이 점진적으로 소비됨에 따라 세포는 서서히 죽어가는데, 일부 항바이러스 기작은 바로 세포의 이런 현상을 감지함으로써 일어난다. 출아식 배출은 진핵생물에서 가장 많이 연구되었으며 현재 고균 등 원핵생물에서의 배출기작도 연구되고있다.

### 아폽토시스
동물세포는 바이러스로부터 심한 공격을 받으면 자살하도록 짜여져있는데, 이를 통해 바이러스의 배출이 이루어지는 경우도 있다. 아폽토시스는 단순히 세포가 터지는게 아니라 유전체를 쪼개어 수많은 소포로 나뉜 뒤 이를 대식세포가 처리하는 방향으로 이루어진다. 따라서 아폽토시스를 통해 배출이 이루어지는 경우 대식세포를 감염시켜 신체의 다른 부분들로 쉽게 이동할 수 있다.
이러한 경로를 따르는 바이러스는 대부분 외피가 없는 종류들이지만, 일부 외피 바이러스의 경우 이 경로를 따를 수도 있다. 인간면역결핍 바이러스는 때때로 이 경로를 통해 대식세포를 감염시키기도 한다.

### 세포외배출
바이러스는 세포외배출을 통해 숙주세포를 파괴하지 않고 배출되기도 한다. 핵이나 엔도솜의 막에서 기원한 외피를 가지고 있는 바이러스들이 특히 이 배출방법을 따른다. 복제된 바이러스들은 세포 내부에서 조립되어 소포를 통해 막으로 전달되고 방출된다. 이 방법을 따르는 바이러스는 대부분 외피가 없는 바이러스들이나, 일부 외피 바이러스 역시 이러한 방식을 통해 배출된다. 대표적인 예시로 수두대상포진바이러스가 있다.

## 전염성
바이러스에 감염된 개체가 현재 바이러스 배출 단계에 놓여있다면, 그 개체는 전염력이 있다. 여기서 중요한 것은 바이러스에 감염된 개체가 단위시간당 얼마나 많은 바이러스를 배출하느냐 하는 것이다. 생식기 헤르페스를 일으키는 HSV-2는 배출에 수반되는 발열 등의 증상이 없으며, 따라서 사람과 사람 사이에 바이러스가 퍼지는 것을 미리 찾아내기 어렵다. 감염된 개체가 바이러스를 얼마나 오랫동안 배출하는지 역시 연구된다. 밀라노대학교의 한 연구팀은 A/H1N1/2009 인플루엔자 바이러스 배출이 젊은 사람에게서 더 길게 이루어진다는 것을 보였다. 그러나 어린이 양성 환자의 인두를 전수조사한 결과, 15세 이하의 경우 배출기간은 모두 비슷한 것으로 밝혀졌다. 바이러스 배출 기간은 대략 15일로 밝혀졌으며, 긴 기간에 따라 방역을 통한 예방의 필요성을 제시하였다.